# Seznam obcí s rozšířenou působností

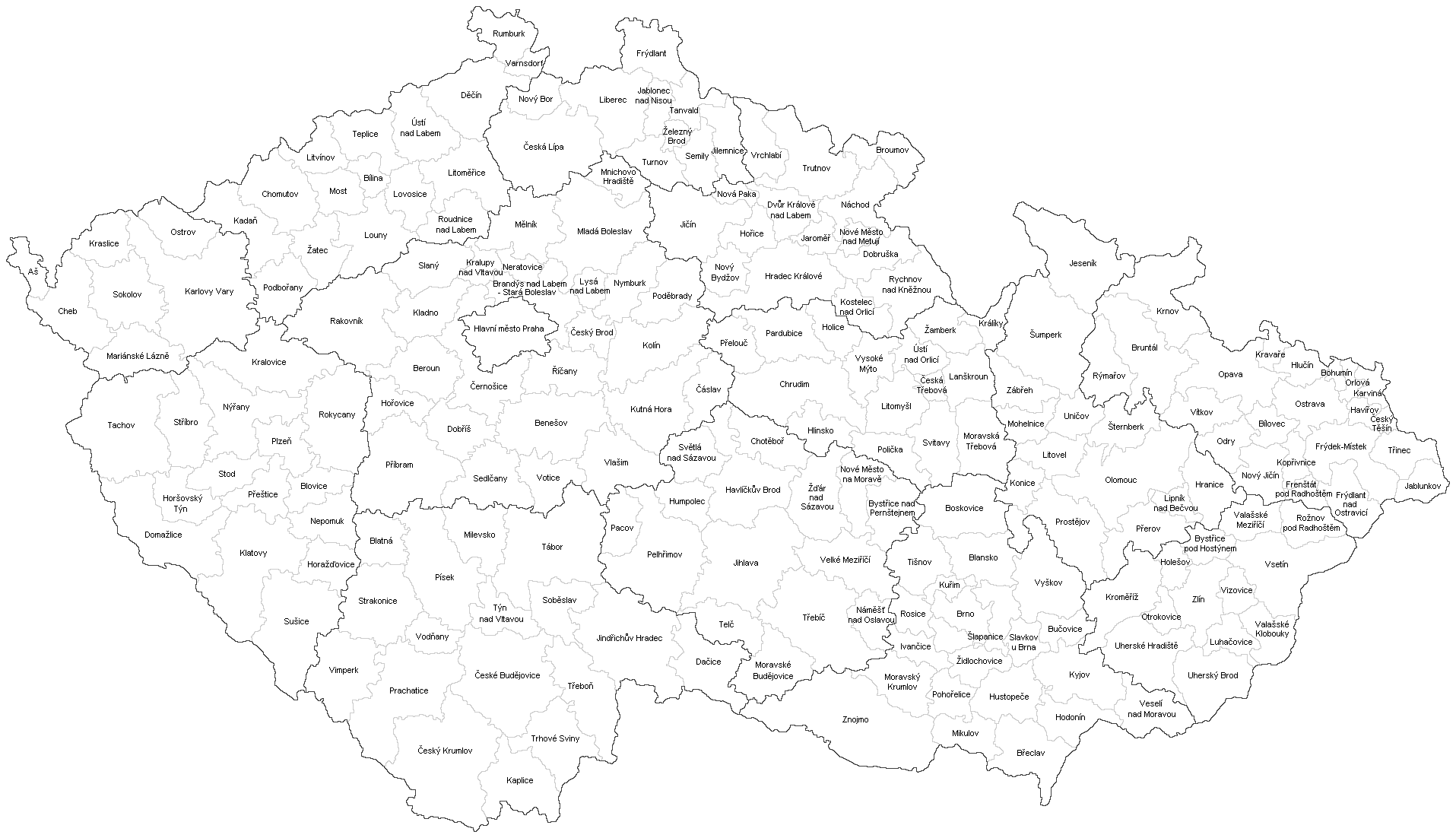
Mapa správních obvodů obcí s rozšířenou působností.

Seznam obcí s rozšířenou působností státní správy uspořádaný podle samosprávných krajů a územních okresů a seznam správních obvodů jejich rozšířené působnosti. Všechny obce s rozšířenou působností jsou městy, obecními úřady obcí s rozšířenou působností jsou tedy jejich městské úřady nebo magistráty. 
V České republice je celkem 205 obcí s rozšířenou působností, z toho nejvíce ve Středočeském (26) a Moravskoslezském (22) kraji. Naopak nejméně jich je v Karlovarském (7) a Libereckém (10) kraji. Z okresů má nejvíce takových obcí okres Brno-venkov (7). Nejmenší správní obvod obce s rozšířenou působností má město Králíky, kde v roce 2017 žilo 8 643 obyvatel a město Pacov 9 514 obyvatel. Ve správních obvodech Brna a Ostravy žilo přes 300 000 obyvatel, dále bylo 15 správních obvodů s více než 100 000 obyvateli, 43 správních obvodů s více než 50 000 obyvateli, 96 správních obvodů s více než 20 000 obyvateli a 49 správních obvodů s méně než 20 000 obyvateli.
Někdy je mezi obcemi s rozšířenou působností uváděno i Hlavní město Praha.

## Středočeský kraj

### Okres Benešov
- Benešov (SO)
- Vlašim (SO)
- Votice (SO)

### Okres Beroun
- Beroun (SO)
- Hořovice (SO)

### Okres Kladno
- Kladno (SO)
- Slaný (SO)

### Okres Kolín
- Kolín (SO)
- Český Brod (SO)

### Okres Kutná Hora
- Kutná Hora (SO)
- Čáslav (SO)

### Okres Mělník
- Mělník (SO)
- Kralupy nad Vltavou (SO)
- Neratovice (SO)

### Okres Mladá Boleslav
- Mladá Boleslav (SO)
- Mnichovo Hradiště (SO)

### Okres Nymburk
- Nymburk (SO)
- Lysá nad Labem (SO)
- Poděbrady (SO)

### Okres Praha-východ
- Brandýs nad Labem-Stará Boleslav (SO)
- Říčany (SO)

### Okres Praha-západ
- Černošice (SO)

### Okres Příbram
- Příbram (SO)
- Dobříš (SO)
- Sedlčany (SO)

### Okres Rakovník
- Rakovník (SO)

## Jihočeský kraj

### Okres České Budějovice
- České Budějovice (SO)
- Trhové Sviny (SO)
- Týn nad Vltavou (SO)

### Okres Český Krumlov
- Český Krumlov (SO)
- Kaplice (SO)

### Okres Jindřichův Hradec
- Dačice (SO)
- Jindřichův Hradec (SO)
- Třeboň (SO)

### Okres Písek
- Milevsko (SO)
- Písek (SO)

### Okres Prachatice
- Prachatice (SO)
- Vimperk (SO)

### Okres Strakonice
- Blatná (SO)
- Strakonice (SO)
- Vodňany (SO)

### Okres Tábor
- Soběslav (SO)
- Tábor (SO)

## Plzeňský kraj

### Okres Domažlice
- Domažlice (SO)
- Horšovský Týn (SO)

### Okres Klatovy
- Horažďovice (SO)
- Klatovy (SO)
- Sušice (SO)

### Okres Plzeň-jih
- Blovice (SO)
- Nepomuk (SO)
- Přeštice (SO)
- Stod (SO)

### Okres Plzeň-město
- Plzeň (SO)

### Okres Plzeň-sever
- Kralovice (SO)
- Nýřany (SO)

### Okres Rokycany
- Rokycany (SO)

### Okres Tachov
- Stříbro (SO)
- Tachov (SO)

## Karlovarský kraj

### Okres Cheb
- Aš (SO)
- Cheb (SO)
- Mariánské Lázně (SO)

### Okres Karlovy Vary
- Karlovy Vary (SO)
- Ostrov (SO)

### Okres Sokolov
- Kraslice (SO)
- Sokolov (SO)

## Ústecký kraj

### Okres Děčín
- Děčín (SO)
- Rumburk (SO)
- Varnsdorf (SO)

### Okres Chomutov
- Chomutov (SO)
- Kadaň (SO)

### Okres Litoměřice
- Litoměřice (SO)
- Lovosice (SO)
- Roudnice nad Labem (SO)

### Okres Louny
- Louny (SO)
- Podbořany (SO)
- Žatec (SO)

### Okres Most
- Litvínov (SO)
- Most (SO)

### Okres Teplice
- Bílina (SO)
- Teplice (SO)

### Okres Ústí nad Labem
- Ústí nad Labem (SO)

## Liberecký kraj

### Okres Česká Lípa
- Česká Lípa (SO)
- Nový Bor (SO)

### Okres Jablonec nad Nisou
- Jablonec nad Nisou (SO)
- Tanvald (SO)
- Železný Brod (SO)

### Okres Liberec
- Frýdlant (SO)
- Liberec (SO)

### Okres Semily
- Jilemnice (SO)
- Semily (SO)
- Turnov (SO)

## Královéhradecký kraj

### Okres Hradec Králové
- Hradec Králové (SO)
- Nový Bydžov (SO)

### Okres Jičín
- Hořice (SO)
- Jičín (SO)
- Nová Paka (SO)

### Okres Náchod
- Broumov (SO)
- Jaroměř (SO)
- Náchod (SO)
- Nové Město nad Metují (SO)

### Okres Rychnov nad Kněžnou
- Dobruška (SO)
- Kostelec nad Orlicí (SO)
- Rychnov nad Kněžnou (SO)

### Okres Trutnov
- Dvůr Králové nad Labem (SO)
- Trutnov (SO)
- Vrchlabí (SO)

## Pardubický kraj

### Okres Chrudim
- Hlinsko (SO)
- Chrudim (SO)

### Okres Pardubice
- Holice (SO)
- Pardubice (SO)
- Přelouč (SO)

### Okres Svitavy
- Litomyšl (SO)
- Moravská Třebová (SO)
- Polička (SO)
- Svitavy (SO)

### Okres Ústí nad Orlicí
- Česká Třebová (SO)
- Králíky (SO)
- Lanškroun (SO)
- Ústí nad Orlicí (SO)
- Vysoké Mýto (SO)
- Žamberk (SO)

## Kraj Vysočina

### Okres Havlíčkův Brod
- Havlíčkův Brod (SO)
- Chotěboř (SO)
- Světlá nad Sázavou (SO)

### Okres Jihlava
- Jihlava (SO)
- Telč (SO)

### Okres Pelhřimov
- Humpolec (SO)
- Pacov (SO)
- Pelhřimov (SO)

### Okres Třebíč
- Moravské Budějovice (SO)
- Náměšť nad Oslavou (SO)
- Třebíč (SO)

### Okres Žďár nad Sázavou
- Bystřice nad Pernštejnem (SO)
- Nové Město na Moravě (SO)
- Velké Meziříčí (SO)
- Žďár nad Sázavou (SO)

## Jihomoravský kraj

### Okres Blansko
- Blansko (SO)
- Boskovice (SO)

### Okres Brno-město
- Brno (SO)

### Okres Brno-venkov
- Ivančice (SO)
- Kuřim (SO)
- Pohořelice (SO)
- Rosice (SO)
- Šlapanice (SO)
- Tišnov (SO)
- Židlochovice (SO)

### Okres Břeclav
- Břeclav (SO)
- Hustopeče (SO)
- Mikulov (SO)

### Okres Hodonín
- Hodonín (SO)
- Kyjov (SO)
- Veselí nad Moravou (SO)

### Okres Vyškov
- Bučovice (SO)
- Slavkov u Brna (SO)
- Vyškov (SO)

### Okres Znojmo
- Moravský Krumlov (SO)
- Znojmo (SO)

## Olomoucký kraj

### Okres Jeseník
- Jeseník (SO)

### Okres Olomouc
- Litovel (SO)
- Olomouc (SO)
- Šternberk (SO)
- Uničov (SO)

### Okres Prostějov
- Konice (SO)
- Prostějov (SO)

### Okres Přerov
- Hranice (SO)
- Lipník nad Bečvou (SO)
- Přerov (SO)

### Okres Šumperk
- Mohelnice (SO)
- Šumperk (SO)
- Zábřeh (SO)

## Moravskoslezský kraj

### Okres Bruntál
- Bruntál (SO)
- Krnov (SO)
- Rýmařov (SO)

### Okres Frýdek-Místek
- Frýdek-Místek (SO)
- Frýdlant nad Ostravicí (SO)
- Jablunkov (SO)
- Třinec (SO)

### Okres Karviná
- Bohumín (SO)
- Český Těšín (SO)
- Havířov (SO)
- Karviná (SO)
- Orlová (SO)

### Okres Nový Jičín
- Bílovec (SO)
- Frenštát pod Radhoštěm (SO)
- Kopřivnice (SO)
- Nový Jičín (SO)
- Odry (SO)

### Okres Opava
- Hlučín (SO)
- Kravaře (SO)
- Opava (SO)
- Vítkov (SO)

### Okres Ostrava-město
- Ostrava (SO)

## Zlínský kraj

### Okres Kroměříž
- Bystřice pod Hostýnem (SO)
- Holešov (SO)
- Kroměříž (SO)

### Okres Uherské Hradiště
- Uherský Brod (SO)
- Uherské Hradiště (SO)

### Okres Vsetín
- Rožnov pod Radhoštěm (SO)
- Valašské Meziříčí (SO)
- Vsetín (SO)

### Okres Zlín
- Luhačovice (SO)
- Otrokovice (SO)
- Valašské Klobouky (SO)
- Vizovice (SO)
- Zlín (SO)